# Bahnhof Bonn-Vilich
Der Bahnhof Bonn-Vilich ist ein im Bau befindlicher Bahnhof im Bonner Stadtbezirk Beuel im Ortsteil Vilich. Ab Dezember 2026 soll er die rechte Rheinstrecke mit der Siegburger Bahn der Stadtbahn verbinden. Der Neubau ist Teil der Verlängerung der S-Bahnlinie 13 von Troisdorf bis Oberkassel.

## Geschichte
Die rechte Rheinstrecke mit dem Bahnhof Beuel wurde bereits 1871 fertiggestellt, jedoch ohne einen Halt in Vilich. Die Siegburger Bahn fährt seit 1911 zwischen Bonn und Siegburg, seitdem gibt es auch die Haltestelle Vilich, die sich rund 200 Meter stadteinwärts des zukünftigen Bahnhofs befindet.
Erste Überlegungen zum Bau eines Bahnhofs in Vilich gab es Ende der 1980er Jahre im Zuge der Planung der Schnellfahrstrecke Köln–Rhein/Main. Neben der letztendlich realisierten Trasse über Siegburg wurden auch die unterirdische Anbindung des Bonner Hauptbahnhofs sowie ICE-Haltepunkte in Beuel und eben Vilich diskutiert. 1989 hatte der damalige Bundesverkehrsminister Friedrich Zimmermann noch eine Streckenführung über Vilich favorisiert, 1991 entschied die Bundesbahn sich aufgrund niedrigerer Kosten und geringerer ökologischer Risiken jedoch für die Variante über Siegburg.
Im Jahr 2000 einigten sich daraufhin die Deutsche Bahn und das Land Nordrhein-Westfalen auf einen Ausbau der S-Bahnlinie 13 bis Oberkassel, um Bonn besser an den Flughafen Köln/Bonn anzubinden. Der Realisierungs- und Finanzierungsvertrag für das Projekt wurde am 11. Dezember 2014 unterzeichnet, er enthält den Bau neuer Haltepunkte in Vilich und Ramersdorf sowie zusätzlicher Gleise, um Personen- und Güterverkehr zu trennen. Die Arbeiten in Vilich starteten im Herbst 2016, NRW-Verkehrsminister Michael Groschek unternahm am 29. November 2016 den ersten Spatenstich. Ursprünglich sollte der Abschnitt Troisdorf–Beuel 2026 fertiggestellt werden, die Deutsche Bahn kündigte im Juni 2022 jedoch eine Verschiebung um 2 Jahre an. Ende 2022 wurde zudem bekannt, dass für eine direkte Anbindung an den Flughafen ein Überwerfungsbauwerk in Troisdorf fehlt, mit dessen Planung erst später begonnen worden war, sodass weiterhin ein Umstieg notwendig sein wird.
Von Juli bis Dezember 2026 soll die rechte Rheinstrecke komplett gesperrt und generalsaniert werden. Neben dem Verlegen von Gleisen und Weichen sowie dem Bau neuer Brücken ist geplant, in dieser Zeit auch den Bahnhof Bonn-Vilich fertigzustellen, sodass die Strecke zwischen Troisdorf und Bonn-Beuel Ende 2026 in Betrieb gehen soll.

### Bau

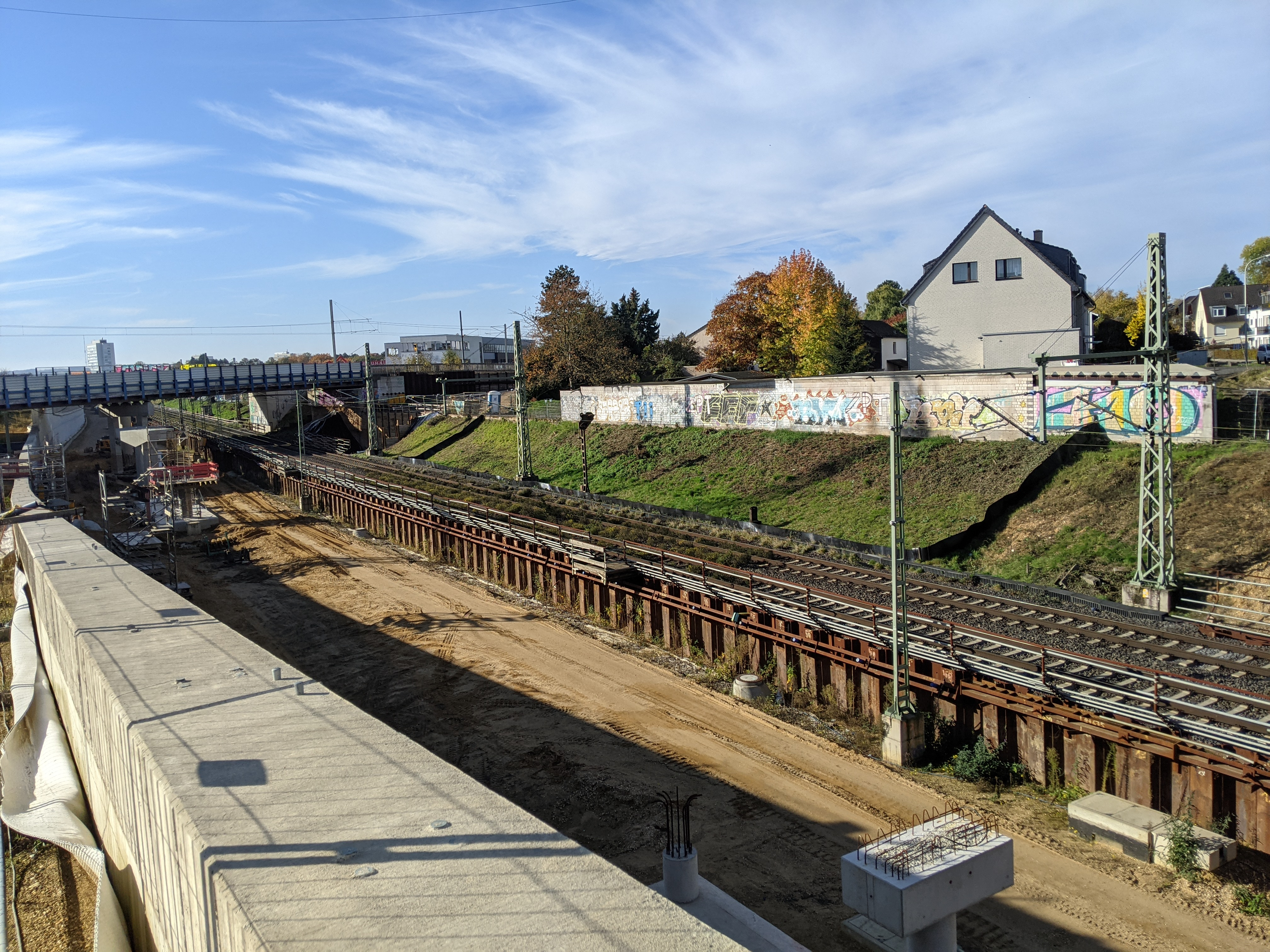
Haltestelle im Bau, 2024

Zum Bau des Vilicher Bahnhofs wurde eine Behelfsbrücke errichtet, über die zunächst die Bundesstraße 56 geführt wurde. Dadurch konnte die reguläre Straßenbrücke neu gebaut werden, die zukünftig vier Gleise und den Bahnsteig überspannt. Nach deren Fertigstellung 2020 wurde die Stadtbahn auf die Behelfsbrücke verschwenkt und deren alte Brücke ebenfalls abgerissen. Für die Schaffung des Kreuzungsbauwerks muss die Eisenbahntrasse auf einer Länge von rund einem Kilometer um bis zu eineinhalb Meter abgesenkt werden.
Die rechte Rheinstrecke wird in Vilich viergleisig ausgebaut, der Bahnsteig entsteht als Mittelbahnsteig auf der östlichen Seite. Dieser wird mit Treppen und Aufzügen mit den beiden Außenbahnsteigen der Stadtbahn verbunden, die über dem Bahnsteig im Bereich der ehemaligen Stadtbahnbrücke errichtet werden. Nach Fertigstellung soll die S-Bahn im 20-Minuten-Takt fahren.

## Galerie

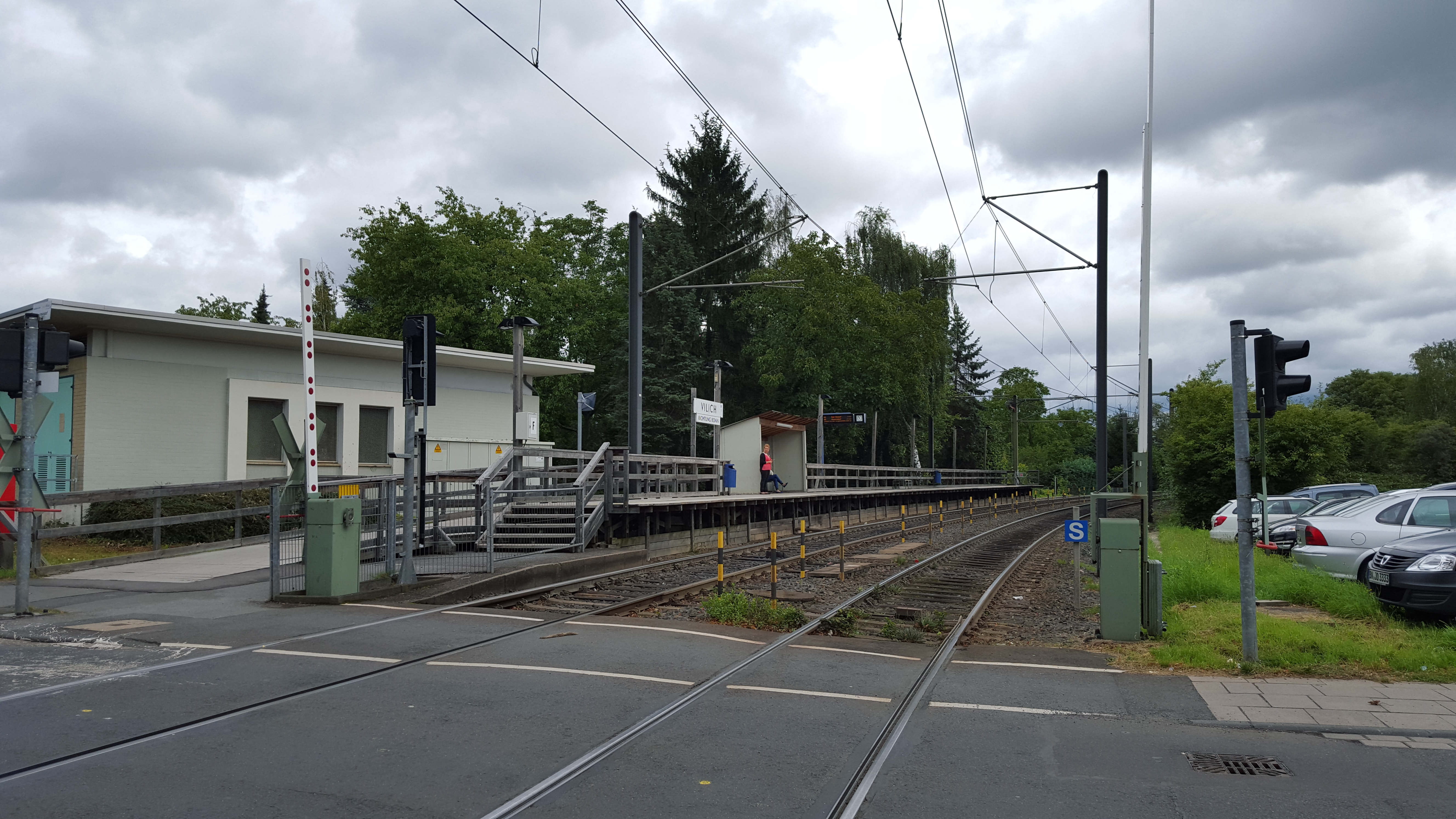
Alte Straßenbahnhaltestelle Vilich, mit provisorischen Hochbahnsteigen ausgestattet (2015)
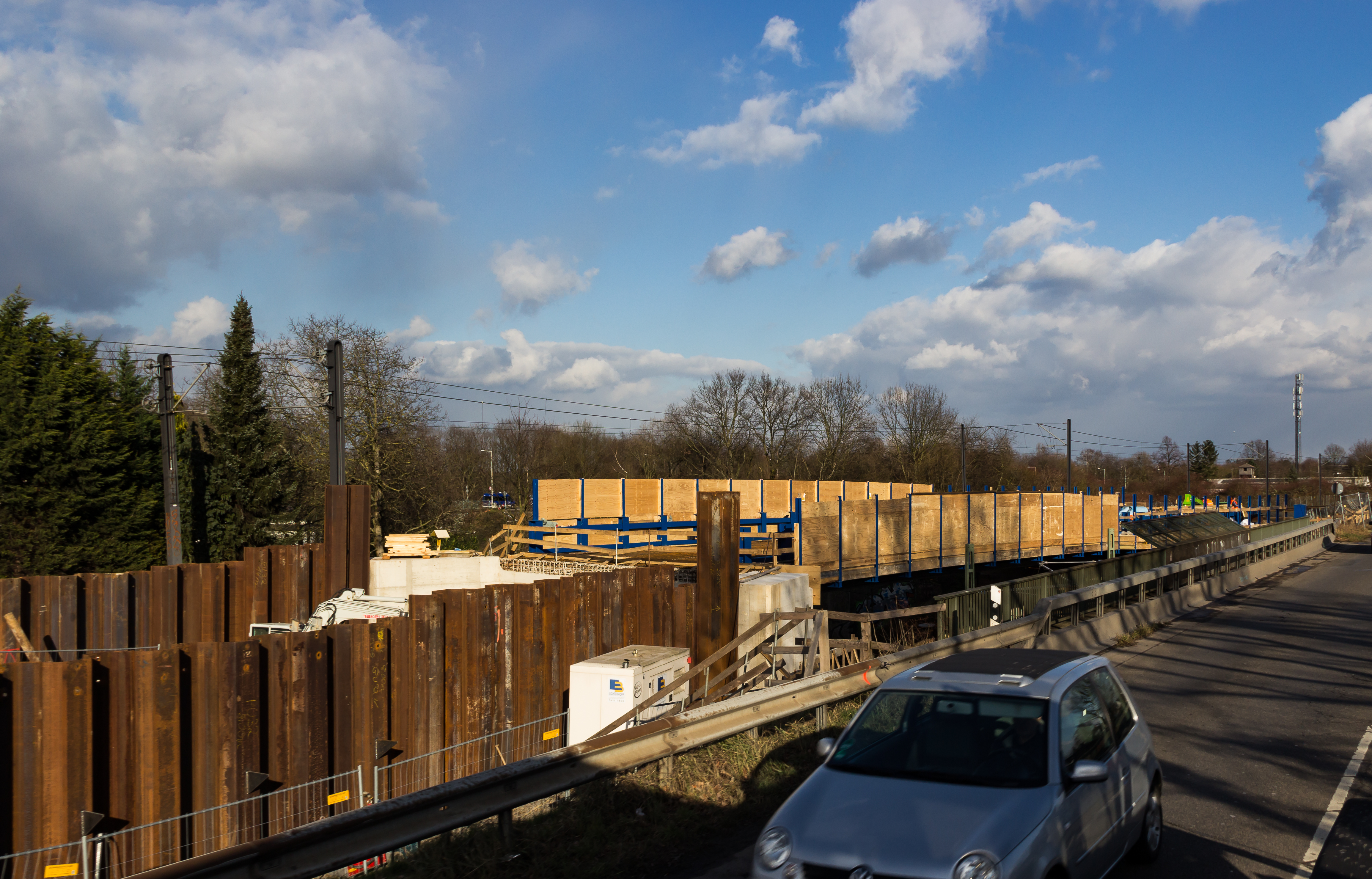
Bau der Behelfsbrücke zwischen Bundesstraße und Stadtbahn (2018)
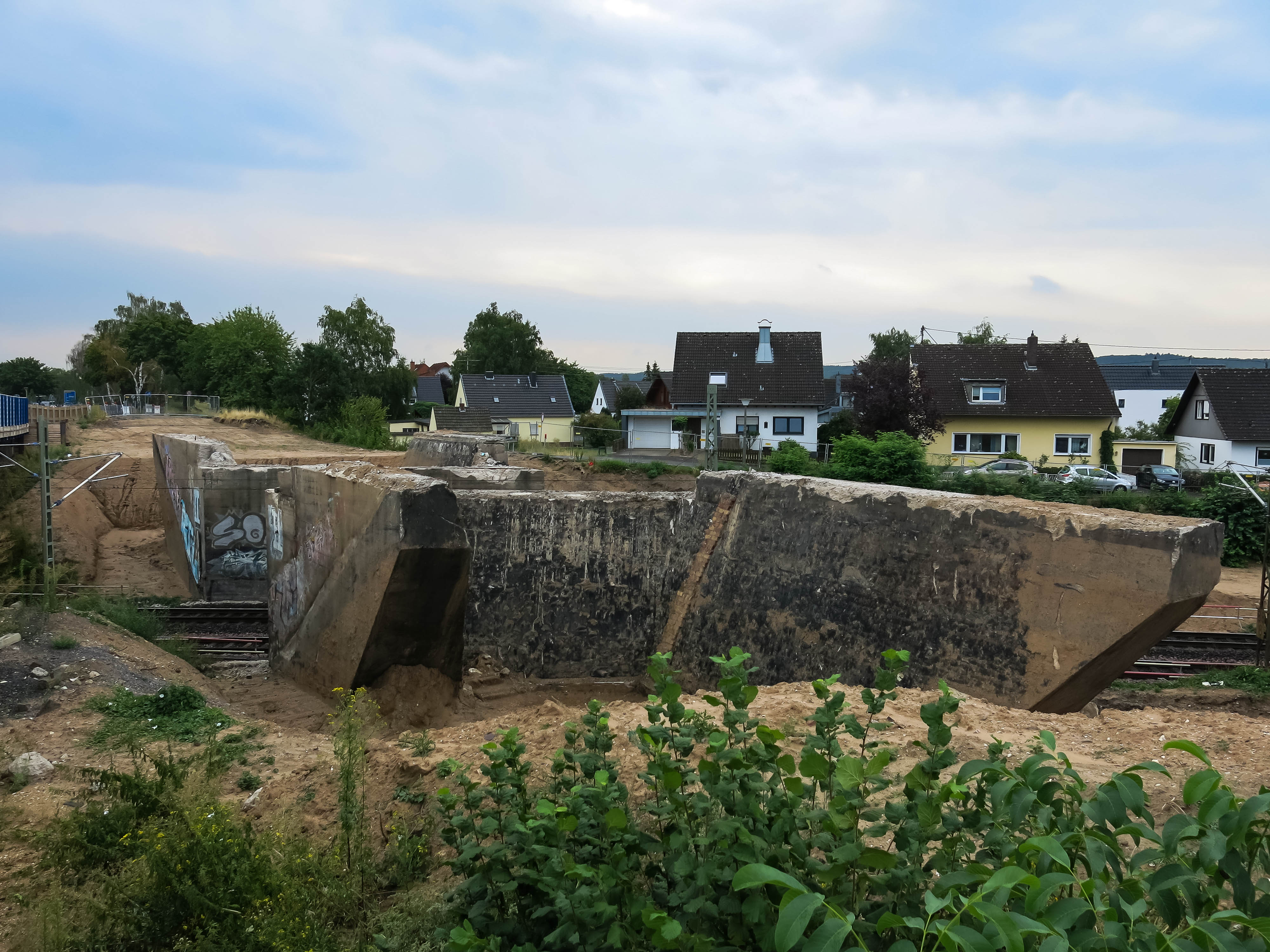
Überreste der abgerissenen Straßenbrücke (2018)
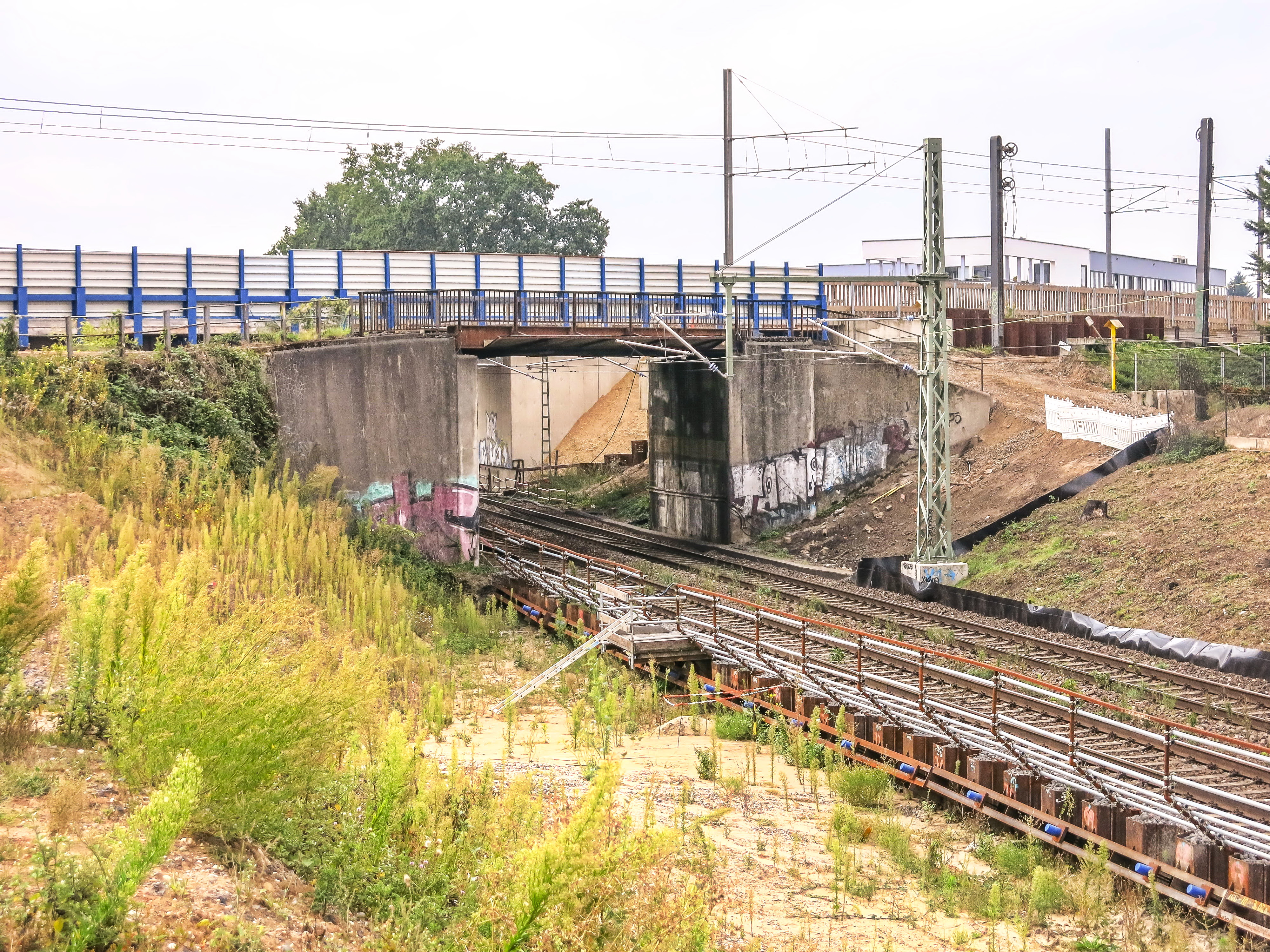
Kreuzung von Stadtbahn und Eisenbahn vor dem Brückenabriss (2020)